# David Maxwell Fyfe, 1. Earl of Kilmuir

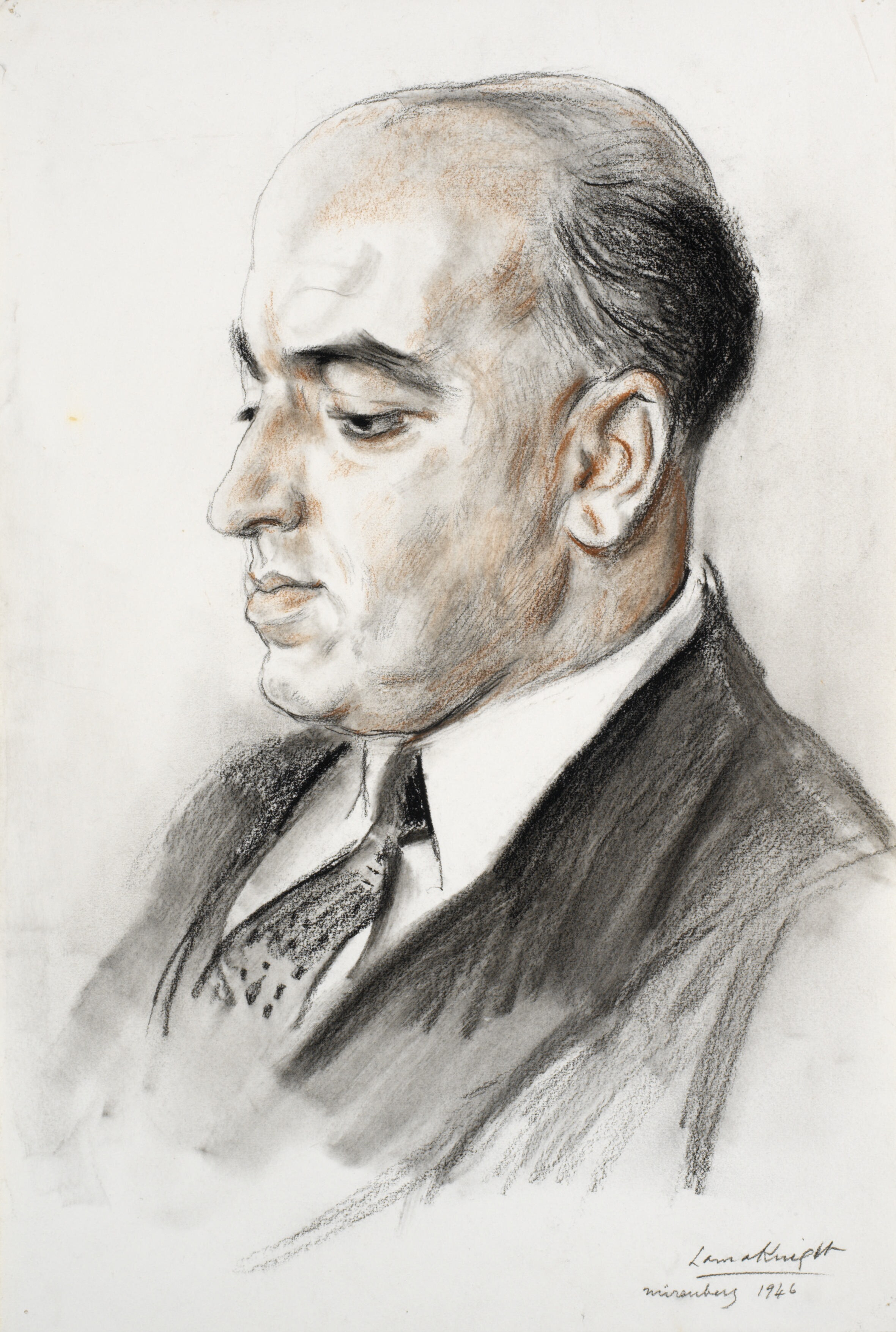
David Maxwell Fyfe (Skizze, 1946)

David Patrick Maxwell Fyfe, 1. Earl of Kilmuir GCVO PC KC (* 29. Mai 1900 in Edinburgh, Schottland; † 27. Januar 1967) war ein britischer Jurist, Politiker der Conservative Party sowie langjähriger Lordkanzler.

## Biografie
Nach dem Besuch des George Watson’s College studierte er am Balliol College der Universität Oxford.
Seine politische Laufbahn begann er als Kandidat der Conservative Party 1935 mit der erstmaligen Wahl zum Abgeordneten in das House of Commons. Dort vertrat er annähernd zwanzig Jahre bis 1954 den Wahlkreis Liverpool West Derby.
1942 erfolgte seine Berufung zum Solicitor General for England and Wales und war als solcher bis 1945 im Amt. Zugleich wurde er 1942 zum Ritter (Knight Bachelor) geschlagen, so dass er fortan das Prädikat Sir trug. 1945 war er für einige Zeit Attorney General für England und Wales.
Im Nürnberger Prozess gegen die Hauptkriegsverbrecher gehörte er 1945 zum Stab der Ankläger und damit zu den Mitarbeitern von Hartley Shawcross.
Auf dem Europakongress der Europäischen Einigungsbewegung forderte er im Mai 1948 verbindliche Normen zum Schutz der Menschenrechte und trug damit zur Europäischen Menschenrechtskonvention (EMRK) bei, die 1950 unterzeichnet wurde und 1953 in Kraft trat. Dabei war er zeitweise Berichterstatter in dem von Pierre-Henri Teitgen geleiteten Internationalen Rechtsausschuss.
Nach dem Wahlsieg der Tories bei den britischen Unterhauswahlen vom 25. Oktober 1951 berief ihn Premierminister Winston Churchill zum Innenminister (Home Secretary) in dessen Kabinett, dem er bis 1954 angehörte. In dieser Funktion lehnte er eine Anfrage bei Königin Elisabeth II. zur Begnadigung von Derek Bentley ab, der am 28. Januar 1953 hingerichtet wurde. Vierzig Jahre später wurde dieser posthum begnadigt und das Todesurteil weitere fünf Jahre später aufgehoben. 
1953 wurde er als Knight Grand Cross in den Royal Victorian Order aufgenommen.
Nach seinem Ausscheiden aus dem Unterhaus und der Regierung wurde er am 19. Oktober 1954 mit dem Titel Viscount Kilmuir, of Creich in the County of Sutherland, in den erblichen Adelsstand der Peerage of the United Kingdom erhoben und gehörte fortan dem House of Lords als Mitglied an.
Zeitgleich wurde er 1954 Lordkanzler und übte dieses Amt bis 1962 aus. Daneben war er zwischen 1955 und 1958 Rektor der University of St Andrews, der ältesten Universität Schottlands.
Maxwell Fyfe, der auch Mitglied des renommierten Londoner Carlton Clubs war, wurde nach dem Ende seiner Amtszeit als Lordkanzler am 20. Juli 1962 zum Earl of Kilmuir und Baron Fyfe of Dornoch, of Dornoch in the County of Sutherland, erhoben. Seine Adelstitel erloschen bei seinem Tod, da er keine männlichen Abkömmlinge hatte.